# Under the Mistletoe
Under the Mistletoe (укр. Під омелою) — перший різдвяний альбом та другий студійний альбом канадського співака Джастіна Бібера. Він вийшов 1 листопада 2011 року на лейблі Island Records.

## Створення
25 серпня 2011 року Бібер повідомив, що випустить свій перший різдвяний альбом та другий студійний альбом у 2011 році. Менеджер Скутер Браун та продюсер вокалу Кук Гаррелл підтвердили за тиждень, що Бібер співпрацював з Шоном Кінгстоном та Тейлор Свіфт, а також працював з продюсерами The Messengers. Пізніше того ж місяця стало відомо, що Boyz II Men, Ашер та The Band Perry також співпрацюють з Бібером над його альбомом. 30 вересня 2011 року Бібер опублікував офіційну обкладинку альбому та назву альбому у Facebook. 4 жовтня 2011 року Мерая Кері повідомила, що вона у дуеті з Бібером записали спільну пісню «All I Want for Christmas Is You» для нового альбому. Версія пісні Джастіна «Santa Claus Is Coming To Town» з фільму «Місія Різдвяний порятунок», як семпл пісні The Jackson 5 «I Want You Back».

## Сингли
Перший сингл альбому «Mistletoe», був написаний та спродюсований із The Messengers, і вийшов 17 жовтня 2011 року. Другий сингл альбому — All I Want for Christmas Is You (SuperFestive!), вийшов лише як радіосингл в Італії 9 грудня 2011 року.

## Комерційна успішність
Альбом дебютував на першій сходинці чарту Billboard 200 в США, зібравши 210 000 альбомноеквівалентних одиниць протягом першого тижня. Under the Mistletoe — третій альбом Джастіна Бібера, що очолив чарт у США, та третій його альбом, що був сертифікований, як платиновий, після Never Say Never: The Remixes, що вийшов того ж року. Це був також перший різдвяний альбом співака, який дебютував на вершині чарту. Бібер також став першим сольним виконавцем, який три альбоми якого очолили чарт до його 18-річчя. За весь 2011 рік, за версією Nielsen SoundScan, альбом налічував 1.245.000 копій і був одинадцятим найпродаванішим альбомом року. Станом на грудень 2015 року було продано 1.510.000 копій альбому у Сполучених Штатах. Альбом також дебютував у перших десятках чартів в Іспанії, Австралії, Норвегії та Нідерландах.

## Треклист
| #     | Назва                                                                       | Автор | Продюсер(и)                                                | Тривалість |
| ----- | --------------------------------------------------------------------------- | --- | ---------------------------------------------------------- | ---------- |
| 1.    | «Only Thing I Ever Get for Christmas»                                       | Крістофер Стюарт [en] Аарон Пірс Тім Майнер [en] Джастін Бібер                                                     | Стюарт Пірс                                                | 3:12       |
| 2.    | «Mistletoe»                                                                 | Насрі [en] Адам Мессінджер [en] Бібер                                                                              | The Messengers                                             | 3:02       |
| 3.    | «The Christmas Song (Chestnuts Roasting on an Open Fire)» (за участі Ашера) | Мел Торм [en] Роберт Веллс [en]                                                                                    | Кук Гаррелл [en] Sean K                                    | 3:35       |
| 4.    | «Santa Claus Is Coming to Town»                                             | Джон Фредерік Коутс [en] Гевен Гіллеспі [en] Беррі Горді [en] Фредді Перрен [en] Деке Річардс [en] Альфонсо Мізель | Стюарт Пірс                                                | 3:36       |
| 5.    | «Fa La La» (за участі Boyz II Men)                                          | Адоніс Шропшир [en] Бібер Бернар Гарві                                                                             | Гарві Джош Крос                                            | 3:05       |
| 6.    | «All I Want for Christmas Is You (SuperFestive!)» (у дуеті з Мераєю Кері)   | Мерая Кері Вальтер Афанасьєфф [en]                                                                                 | Кері Джеймс "Великий Джим" Райт Ренді Джексон [en] Гаррелл | 4:00       |
| 7.    | «Drummer Boy» (за участі Busta Rhymes)                                      | Кетрін Девіс [en] Генрі Онораті Гаррі Сімеоне [en] з репом, авторства Джастіна Бібера та Busta Rhymes              | Гаррелл Sean K Бібер*                                      | 3:45       |
| 8.    | «Christmas Eve»                                                             | Кріс Браун Бібер Антван Томпсон Джеррол "Boogie" Віззард Кевін Макколл [en]                                        | Томпсон Boogie Wizzard Браун*                              | 3:43       |
| 9.    | «All I Want Is You»                                                         | Бібер Брендон Гамільтон                                                                                            | Бібер                                                      | 3:36       |
| 10.   | «Home This Christmas» (за участі The Band Perry)                            | Атве Нік Турпін Джордж Нодзука Мелані Фонтана [en] Бібер                                                           | Насрі Турпін                                               | 3:24       |
| 11.   | «Silent Night»                                                              | Йозеф Мор Ганс Ксавер Грубер [ sic ]                                                                               | Гаррелл                                                    | 2:49       |
| 37:51 |                                                                             | |                                                            |            |

| Бонусні треки преміального видання | Бонусні треки преміального видання             | Бонусні треки преміального видання  | Бонусні треки преміального видання | Бонусні треки преміального видання |
| #                                  | Назва                                          | Автор                               | Продюсер(и)                        | Тривалість                         |
| ---------------------------------- | ---------------------------------------------- | ----------------------------------- | ---------------------------------- | ---------------------------------- |
| 12.                                | «Christmas Love»                               | Атве Мессінджер Бібер               | The Messengers                     | 3:26                               |
| 13.                                | «Fa La La» (A Capella) (за участі Boyz II Men) | Шропшир Бібер Гарві                 | Гарві Крос                         | 2:55                               |
| 14.                                | «Pray»                                         | Атве Мессінджер Омар Мартінес Бібер | The Messengers                     | 3:32                               |
| 15.                                | «Someday at Christmas»                         | Рональд Міллер Браян Веллс          | Джей Ріл                           | 2:53                               |
| 50:38                              |                                                |                                     |                                    |                                    |

| Бонусні треки японського преміального видання | Бонусні треки японського преміального видання | Бонусні треки японського преміального видання | Бонусні треки японського преміального видання | Бонусні треки японського преміального видання |
| #                                             | Назва                                         | Автор                                         | Продюсер(и)                                   | Тривалість                                    |
| --------------------------------------------- | --------------------------------------------- | --------------------------------------------- | --------------------------------------------- | --------------------------------------------- |
| 16.                                           | «All I Want Is You» (Акустична версія)        | Бібер Брендон Гамільтон                       | Бібер                                         | 3:38                                          |
| 3:38                                          |                                               |                                               |                                               |                                               |

| Преміальне видання DVD з ексклюзивним концетном | Преміальне видання DVD з ексклюзивним концетном | Преміальне видання DVD з ексклюзивним концетном |
| #                                               | Назва                                           | Тривалість                                      |
| ----------------------------------------------- | ----------------------------------------------- | ----------------------------------------------- |
| 16.                                             | «In The Studio Making the Album»                |                                                 |
| 17.                                             | «Making of the "Mistletoe" Video»               |                                                 |
| 18.                                             | «Pray» (Музичне відео)                          |                                                 |

Примітка: (*) позначає співпродюсера
Запозичення
- «Santa Claus Is Coming to Town» містить відтворені елементи з пісень «I Want You Back» та «ABC[en]» групи The Jackson 5[18][19]

## Персонал
Інформацію про авторів взято з обкладинки альбому
- Джастін Бібер — вокал (доріжки 3, 9, 11, провідний у доріжках 1-2, 4-6, 8, 10, спів у доріжці 7), реп-вокал (7), наживо барабани (7), музичний продюсер (7, 9)
- Насрі Атве[en] — музичний продюсер (доріжка 10), музичне аранжування (10), додатковий беквокал (2)
- The Band Perry — вокал (доріжка 10)
- Брендон Бі — ударні (доріжка 10), басгітара (10)
- Джонатан Беррі — гатара (доріжка 10)
- Дюрелл Боттомс — асистент звукорежисера (доріжка 5)
- Boyz II Men — вокал (доріжка 5)
- Кріс Браун — беквокал (доріжка 8), музичний продюсер (8)
- Busta Rhymes — реп-вокал (доріжка 7)
- Мерая Кері — провідний вокал (доріжка 6), музичний продюсер (6)
- Тім Кармон[en] — фортепіано (доріжка 3), клавішні (11)
- Мартін Кук — асистент звукорежисера (доріжка 6)
- Джош Крос — музичний продюсер (доріжка 5)
- Мелоні Деніелс — беквокал (доріжка 6)
- Бред Дехтер — музичне аранжування (доріжка 6), оркестрова композиція (6)
- Грег Депанте — асистент звукорежисера (доріжка 6)
- Ніколас Ессіг — асистент звукорежисера (доріжка 5)
- Ієн Фіндлай — асистент звукорежисера (доріжка 8)
- Ангі Фішер[en] — беквокал (доріжка 6)
- Джизус Гарніка- асистент аудіозведення (доріжки 1, 4-5, 7-8)
- Джерон Гарретт — ударні (доріжка 6)
- Браян Гартен — звукорежисер (доріжка 6)
- Шарлотта Гібсон — беквокал (доріжка 6)
- Джош Гудвін — звукорежисер (Всі доріжки)
- Кук Гаррелл[en] — вокальний продюсер (Всі доріжки), музичний продюсер (доріжка 11), беквокал (1, 4)
- Бернар Гарві — музичний продюсер (доріжка 5)
- Браян Джексон — беквокал (доріжка 4)
- Ренді Джексон[en] — музичний продюсер (доріжка 6)
- Джейсен Джошуа[en] — аудіозведення (доріжки 1, 4-5, 7-8)
- Sean K. — музичний продюсер (доріжки 3, 7), музичне програмування (3)
- Томас Канарек — асистент звукорежисера (доріжка 6)
- Мітч Кінні — асистент звукорежисера (доріжки 2, 5, 8)
- Мігель Лара — асистент звукорежисера (доріжки 1-5, 7-11)
- Деміен Льюїс — асистент аудіозведення (доріжки 2-3, 6), додатковий звукорежисер (доріжки 9-11)
- Пітер Мек — асистент звукорежисера (доріжка 6)
- Шеррі Макгі — беквокал (доріжка 6)
- The Messengers[en] — музичні продюсери (доріжка 2), інструментальне аранжування (2), вокальне аранжування (2)
- Адам Мессінджер — всі інструменти (доріжка 2)
- Луїс Наварро — асистент звукорежисера (доріжки 1, 4)
- Джордж Нодзука[en] — додатковий беквокал (доріжка 10)
- Кріс "Tek" О'Раян[en] — звукорежисер (Всі доріжки)
- Чарлі Пааккарі[en] — асистент звукорежисера (доріжка 6)
- Аарон Пірс — музичний продюсер (доріжки 1, 4), музичне програмування (1, 4)
- Док Павелл[en] — гатара (доріжка 6)
- Даніела Рівера — асистент аудіозведення (доріжки 2-3), додатковий звукорежисер (9-11)
- Марк Шейман[en] — музичне аранжування (доріжка 6), оркестрова композиція (6)
- Джейсон Шервуд — асистент звукорежисера (доріжка 3)
- Адоніс Шропшир[en] — додатковий беквокал (доріжка 5)
- Брайан Спрінгер[en] — звукорежисер (доріжка 8)
- К. «Трікі» Стюарт[en] — музичний продюсер (доріжки 1, 4), музичне програмування (1, 4)
- Том Штрале — гатара (доріжка 9)
- S'Von — фортепіано (доріжка 10)
- Філ Тен[en] — аудіозведення (доріжки 2-3, 6, 9-11)
- Антван Томпсон — музичний продюсер (доріжка 8)
- Ллойд "Сонні" Томпсон[en] — басгітара (доріжка 6)
- Майкл Томпсон — гатара (доріжки 1, 3-4)
- Міхе Толентіно — беквокал (доріжка 6)
- Нік Турпін — музичний продюсер (доріжка 10), музичне аранжування (10), додатковий беквокал (10)
- Ашер — вокал (доріжка 3)
- Стівен Вілла — асистент звукорежисера (доріжки 1, 4)
- Джеррол «Boogie» Віззард — музичний продюсер (доріжка 8)
- Джеймс «Великий Джим» Райт — музичний продюсер (доріжка 6), клавішні (6)

## Чарти
| Чарт (2011–18)                                       | Найвища позиція |
| ---------------------------------------------------- | --------------- |
| Австралія Australian Albums (ARIA)                   | 6               |
| Австрія Austrian Albums (Ö3 Austria)                 | 22              |
| Бельгія Belgian Albums (Ultratop Flanders)           | 11              |
| Бельгія Belgian Albums (Ultratop Wallonia)           | 17              |
| Канада Canadian Albums (Billboard)                   | 1               |
| Данія Danish Albums (Hitlisten)                      | 2               |
| Нідерланди Dutch Albums (MegaCharts)                 | 10              |
| Фінляндія Finnish Albums (Suomen virallinen lista)   | 12              |
| Франція French Albums (SNEP)                         | 14              |
| Німеччина German Albums (Offizielle Top 100)         | 21              |
| Ірландія Irish Albums (IRMA)                         | 5               |
| Італія Italian Albums (FIMI)                         | 6               |
| Латвія (Latvian Albums) (LAIPA)                      | 11              |
| Нова Зеландія New Zealand Albums (Recorded Music NZ) | 7               |
| Норвегія Norwegian Albums (VG-lista)                 | 3               |
| Польща Polish Albums (ZPAV)                          | 33              |
| Португалія Portuguese Albums (AFP)                   | 10              |
| Шотландія Scottish Albums (OCC)                      | 18              |
| Іспанія Spanish Albums (PROMUSICAE)                  | 4               |
| Швеція Swedish Albums (Sverigetopplistan)            | 5               |
| Швейцарія Swiss Albums (Schweizer Hitparade)         | 25              |
| Велика Британія UK Albums (OCC)                      | 13              |
| США Billboard 200                                    | 1               |
| США Top Holiday Albums (Billboard)                   | 1               |

| Чарт (2011)                             | Позиція |
| --------------------------------------- | ------- |
| Австралія Australian Albums Chart       | 31      |
| Мексика Mexican Albums (Top 100 Albums) | 20      |
| Чарт (2012)                             | Позиція |
| Канада Canadian Albums Chart            | 5       |
| США Billboard 200                       | 13      |
| Чарт (2017)                             | Позиція |
| Данія Danish Albums (Hitlisten)         | 90      |

## Сертифікації та продажі
| Регіон                                                                                          | Сертифікація       | Продажі   |
| ----------------------------------------------------------------------------------------------- | ------------------ | --------- |
| Австралія (ARIA)                                                                                | Платиновий         | 70 000^   |
| Канада (Music Canada)                                                                           | 3× Платиновий      | 240 000^  |
| Бразилія (ABPD)                                                                                 | 2× Платиновий      | 80 000*   |
| Данія (IFPI Denmark)                                                                            | 2× Платиновий      | 40 000    |
| Ірландія (IRMA)                                                                                 | Платиновий         | 15 000^   |
| Італія (FIMI)                                                                                   | Золотий            | 30 000*   |
| Мексика (AMPROFON)                                                                              | Платиновий+Золотий | 90 000^   |
| Норвегія (IFPI Norway)                                                                          | Золотий            | 15 000*   |
| Польща (ZPAV)                                                                                   | Золотий            | 10 000    |
| Іспанія (PROMUSICAE)                                                                            | Золотий            | 20 000^   |
| Швеція (IFPI Sweden)                                                                            | Золотий            | 20 000    |
| Велика Британія (BPI)                                                                           | Золотий            | 100 000^  |
| США (RIAA)                                                                                      | Платиновий         | 1 510 000 |
| Венесуела (APFV)                                                                                | Золотий            | 5 000x    |
| *продажі, що базуються лише на сертифікаціях ^відвантаження, що базуються лише на сертифікаціях |                    |           |

## Історія випуску
| Регіон    | Дата             | Формат(и) | Лейбл           | Видання                |
| --------- | ---------------- | --------- | --------------- | ---------------------- |
| Індонезія | 8 листопада 2011 | CD, DVD   | Universal Music | Стандартне, преміальне |